# (38369) 1999 RX164
1999 RX164 (asteroide 38369) é um asteroide da cintura principal. Possui uma excentricidade de 0.09768700 e uma inclinação de 9.55198º.
Este asteroide foi descoberto no dia 9 de setembro de 1999 por LINEAR em Socorro.